# Eriovixia enshiensis
Eriovixia enshiensis is een spinnensoort in de taxonomische indeling van de wielwebspinnen (Araneidae).
Het dier behoort tot het geslacht Eriovixia. De wetenschappelijke naam van de soort werd voor het eerst geldig gepubliceerd in 1994 door Chang-Min Yin & Zhao.